# HTC One S
HTC One S是台灣手機公司宏达国际电子開發的智慧型手機。搭載Android作業系統、HTC Sense使用者介面，2012年2月27日於巴塞隆納全球移動通訊大會正式發表。
HTC One S属于HTC One系列之中的中高端机型，采用高通双核心处理器，強調高端的相機、內建Beats Audio和工業設計。手机共分为HTC One S Z520e、HTC One S Z560e、HTC One S Special Edition三个型号，並針對不同地区发售。HTC在發表该手机時沒有表示將有Z520e和Z560e兩個版本、沒有提起規格差異，也沒有解釋其原因，引發部份消費者不滿。

## 規格
HTC One S（版本代號：HTC Ville；型號：Z520e），2012年4月起陸續开始在歐美市場上市（美国、德國、奧地利、英國、芬蘭、義大利、葡萄牙、希臘、法國、愛爾蘭、西班牙、比利時、盧森堡、波蘭、瑞士、丹麥、瑞典、挪威等市場）。上市定價換算後平均約在台幣21,213元左右。
HTC One S（版本代號:HTC Ville C2；型號：Z560e），2012年5月底陸續开始在亚太市场和东欧国家和英国上市（泰國、台灣、中國、香港、馬來西亞、菲律賓、印尼、印度、澳大利亞、新加坡、越南上市），之後原Z520e上市地區也逐漸都改販售Z560e。定價換算後平均約在台幣18,180元左右。
HTC One S Special Edition（簡稱 HTC One S SE）于2012年10月18日僅針對台湾上市的特別款型号。
| 項目 | One S（z520e） | One S（z560e） | One S Special Edition |
| ---- | --- | --- | --- |
| 系統 | Android 4.0（可升級Android 4.1） | Android 4.0（可升級Android 4.1） | Android 4.1 |
| 介面 | HTC Sense 4.0（可升級HTC Sense 4+）                                                                                                 | HTC Sense 4.0（可升級HTC Sense 4+）                                                                                                 | HTC Sense 4+ |
| 協定 | HSPA / WCDMA 歐洲/亞洲 850/900/2100 MHz GSM / GPRS / EDGE 850/900/1800/1900 MHz                                                     | HSPA / WCDMA 歐洲/亞洲 850/900/2100 MHz GSM / GPRS / EDGE 850/900/1800/1900 MHz                                                     | HSPA / WCDMA 歐洲/亞洲 850/900/2100 MHz GSM / GPRS / EDGE 850/900/1800/1900 MHz                                                     |
| 螢幕 | 4.3吋、三星表紅 Super AMOLED 960x540 康寧 Gorilla 強化玻璃                                                                          | 4.3吋、三星表紅 Super AMOLED 960x540 康寧 Gorilla 強化玻璃                                                                          | 4.3吋、三星表紅 Super AMOLED 960x540 康寧 Gorilla 強化玻璃                                                                          |
| CPU  | 高通 Snapdragon S4 MSM8260A、1.5GHz 雙核心 （GPU：Adreno 225）                                                                      | 高通 Snapdragon S3 MSM8260、1.7GHz 雙核心 （GPU：Adreno 220）                                                                       | 高通 Snapdragon S4 MSM8260A 1.5GHz 雙核心（GPU：Adreno 225）                                                                        |
| RAM  | 1GB DDR2 | 1GB DDR2 | 1GB DDR2 |
| ROM  | 16 GB(可用空間約9.6G) | 16 GB(可用空間約9.6G) | 64 GB |
| 尺寸 | 長130.9 mm ， 寬65 mm ， 厚7.8 mm                                                                                                   | 長130.9 mm ， 寬65 mm ， 厚7.8 mm                                                                                                   | 長130.9 mm ， 寬65 mm ， 厚7.8 mm                                                                                                   |
| 重量 | 119.5 g | 119.5 g | 119.5 g |
| 電池 | 1,650 mAh | 1,650 mAh | 1,650 mAh |
| 相機 | 800萬畫素主相機 / 30萬畫素前相機 BSI （页面存档备份，存于）背照式感光元件、F2.0大光圈 28mm廣角鏡頭、1080p錄影、每秒5FPS的全畫素連拍 | 800萬畫素主相機 / 30萬畫素前相機 BSI （页面存档备份，存于）背照式感光元件、F2.0大光圈 28mm廣角鏡頭、1080p錄影、每秒5FPS的全畫素連拍 | 800萬畫素主相機 / 30萬畫素前相機 BSI （页面存档备份，存于）背照式感光元件、F2.0大光圈 28mm廣角鏡頭、1080p錄影、每秒5FPS的全畫素連拍 |
| 音頻 | Beats Audio | Beats Audio | Beats Audio |
| 顏色 | ■ 瑪瑙黑、■ 迷霧灰 | ■ 瑪瑙黑、■ 迷霧灰 | ■ 白 |
| 感應 | 陀螺儀、重力感應器 (G-Sensor)、數位羅盤、趨近感應器、環境光線感應器                                                                 | 陀螺儀、重力感應器 (G-Sensor)、數位羅盤、趨近感應器、環境光線感應器                                                                 | 陀螺儀、重力感應器 (G-Sensor)、數位羅盤、趨近感應器、環境光線感應器                                                                 |
| 輸出 | 3.5mm耳機孔、MHL輸出（代替HDMI） | 3.5mm耳機孔、MHL輸出（代替HDMI） | 3.5mm耳機孔、MHL輸出（代替HDMI） |
| 藍牙 | Bluetooth 4.0 | Bluetooth 4.0 | Bluetooth 4.0 |

## 特点

### 设计
HTC One S采用了铝合金一体成型外壳，拥有两项独特的工艺技术，第一是耐刮的陶瓷金属表面（Ceramic Metal），采用微弧氧化阳极处理（MAO），其硬度更是阳极处理铝的5倍。第二项技术是，把阳极着色处理提升的一项专利制程，可以在手机表面创造出由亮至暗的渐层色泽。
HTC One S的顶部有电源键和3.5mm耳机端口，右侧有音量键，左侧有MHL/Micro USB端口。显示屏下方有三个或四个电容式按键（返回键，主页键，任务切换键，中国大陆版定制的微博键）。LED指示灯位于听筒左侧，可发出琥珀色和绿色两种颜色。手机屏幕采用三星表红Super AMOLED 的4.3吋显示屏，分辨率为960x540（qHD）像素。使用康宁Gorilla强化玻璃。显示器采用的Pentile RGBG子像素排列。
HTC One S后盖顶部的塑料片是可拆卸的，由于机身采用一体成形的设计，因此电池无法更换。电池使用的是1650毫安时的锂电池，HTC声称其拥有10.5小时的通话时间和13.2天的待机时间。细薄的机身最薄处仅为7.8毫米，所以未能提供microSD记忆卡接口，仅支持搭载micro SIM卡。

### 硬件
HTC One S使用高通 Snapdragon S4 MSM8260A、1.5GHz双核心（GPU：Adreno 225）处理器，但在某些地区（如台湾，印度，和一些东欧国家），HTC One S使用的为旧版的高通 Snapdragon S3 MSM8260、1.7GHz双核心（GPU：Adreno 220）处理器。另有一些地区（如英国），这两种设备同时发售。HTC One S集成了HSPA+ modem、GPS/GLONASS模块、Wi-Fi、Bluetooth 4.0、FM收音机功能。同时配备陀螺仪、重力感应器（G-Sensor）、数位罗盘、趋近感应器、环境光线感应器。
HTC One S拥有800万像素的主相机和30万像素的前置相机。主相机配BSI背照式感光元件，F2.0大光圈，28mm的自动对焦的广角镜头。支持每秒5FPS不间断的全画素连拍，最多能拍摄99張靜態照片。还可以录制每秒30帧的1080P视频。同时配备五种亮度的LED闪光灯。手机主相机采用名为ImageChip的图像处理芯片，HTC声称其提高了图像的质量，并拥有更快的启动和重点时间（分别为0.7秒和0.2秒）。相机配备了名为ImageSense的图像处理软件，在拍摄时支持多种模式（包括HDR，全景，和脉冲模式），并可在录制高品质视频时（1080P或720P）同時拍攝靜態照片（約600萬畫素）。

### 软件
HTC One S發布時採用Android 4.0.3操作系统，HTC Sense 4.0使用者介面。隨後在部分地区推出Android 4.0.4，HTC Sense 4.1的更新。后在全球范围内推出了Android 4.1，HTC Sense 4+更新，各地区的FOTA更新均已在2013年的第一季度发布。
| 型号                  | 地區 | 日期           | 版本                                                                 | 更新內容 |
| --------------------- | ---- | -------------- | -------------------------------------------------------------------- | --- |
| One S z560e           | 台灣 | 2012年11月9日  | 2.15.709.101（通路版） 2.15.950.101（遠傳版） 2.15.751.101（中華版） | - 作業系統升級至 Android 4.0.4 - UI 升級至 HTC Sense 4.1 |
| One S z560e           | 台灣 | 2012年12月28日 | 3.14.709.102（通路版）                                               | - 作業系統升級至 Android 4.1.1(Jelly Bean) - UI 升級至 HTC Sense 4+ - 更新的相機介面的及強化照片的成像品質 - 新增整合頁面和依活動或位置檢視相片在相片集中 - 新增省電模式延長電池續航力 |
| One S z560e           | 台灣 | 2013年1月15日  | 3.14.751.103（中華版）                                               | - 作業系統升級至 Android 4.1.1(Jelly Bean) - UI 升級至 HTC Sense 4+ - 更新的相機介面的及強化照片的成像品質 - 新增整合頁面和依活動或位置檢視相片在相片集中 - 新增省電模式延長電池續航力 |
| One S z560e           | 台灣 | 2013年1月30日  | 3.17.950.104 (遠傳版)                                                | - 作業系統升級至 Android 4.1.1(Jelly Bean) - UI 升級至 HTC Sense 4+ - 更新的相機介面的及強化照片的成像品質 - 新增整合頁面和依活動或位置檢視相片在相片集中 - 新增省電模式延長電池續航力 |
| One S z560e           | 台灣 | 2013年3月22日  | 3.19.709.102（通路版）                                               | - 系統性能及穩定性的提升 |
| One S z560e           | 台灣 | 2013年3月26日  | 3.19.751.102（中華版）                                               | - 系統性能及穩定性的提升 |
| One S Special Edition | 台灣 | 2013年4月8日   | 1.14.709.20（通路版） 1.14.999.50（美版）                            | - 系統性能及穩定性的提升 |

## 争议

### 處理器爭議
2012年5月31日，有消費者發現在某些地区发行的HTC One S（z560e）较HTC One S（z520e）使用的为旧版的高通 Snapdragon S3 MSM8260、1.7GHz双核心（GPU：Adreno 220）处理器，但HTC没有做出任何说明，网站上没有清楚写明规格（HTC官網一向不會寫出CPU型號），仅在包装上略有不同（Z520e的包装为“Processor:Dual Core,1.5GHz”；Z560e仅模糊为“Processor:Dual Core”）。此消息在網路上公布後，引发部份消费者不满，也有网友称之为“换心机”。
对此，HTC表示并不能透露實際型號。後續又声称採用不同處理器是基於市場策略不同。并且认为二者使用的處理器在性能上一樣優異。但是此一說法經測試发现，无论在效能、架構和製程，还是在運算速度，耗電以及散熱功能上都有较大差距，HTC因此遭批評為不實聲明，完全無視企業商譽的粗劣決策行為。
另一說法是，因台積電28奈米產能嚴重不足，連帶影響AMD、Nvidia、Qualcomm等國際知名客戶，讓Snapdragon S4供貨不如預期，因此造成One S、One XL等機種一再延遲推出。由於高通與宏達電的長期緊密合作關係，所以優先提供了一顆「改良版」S3給宏達電彌補因S4缺貨所造成的損失，並彼此簽訂保密協定，因此造成处理器差异。
2012年10月18日，HTC在台湾推出同款手机的后继型号HTC One S Special Edition，此型号使用的是与z520e相同的处理器。但未在香港推出同款手机HTC One S Special Edition，引起香港市场用家的不满及饱受香港的网民批评，而HTC在香港亦一直未有为HTC One S Special Edition的推出时间作出任何解释，引致HTC被指分化港台两地市场，刻薄香港市场用家等各种批评。

### 产品设计
HTC One S采用了铝合金一体成型外壳，拥有耐刮的陶瓷金属表面（Ceramic Metal），但有很多用户反映在正常使用时外壳极易磨损，且严重时出现掉漆现象。HTC声称手機外殼属于消耗品，其磨損不屬於保養條例中的自然損壞。若要更换外壳则會有費用的產生，整個外殼更換的大致報價約為HK$670。
HTC One S的“主页”按钮有傳出缺陷疑慮，使用者在触控手机屏幕时，屏幕有时会失去控制，具体反映在手机会做不规则的操作。这样一来，手机将无法使用。这个问题影响了一大批使用者，并且HTC解释说这是一个硬件缺陷，具体可能涉及到天线的放置位置。

### 技术支持
HTC官方曾于2013年2月在 Facebook 的讨论串中证实 HTC One S 将会得到 Sense 5 的升级，但官方于2013年7月3日在新闻稿中正式表示该手机将不会获得进一步的系统升级，将维持在现有的 Android 4.1.1 版本与 Sense 4+ 接口。新闻稿内容如下：
|  | 我们现在确认，HTC One S以后不会再收到Android操作系统的更新，将停留在现有的Android及Sense版本上。我们了解，这则消息或许会让某些人感到失望，但我们的用户应当仍然会因为One S最优化的摄像头和音频体验感到好用。 |

但这一举动完全违反 Android 的“18个月保证计划”（只要硬件支持，所有搭载Android系统的手机在18个月之内都能保证可以升级至最新的系统版本）。因为该机距离上市只有15个月，其下型号 HTC One S SE连半年都不到。
这一消息令部分手机使用者不满，为此，XDA 成员 Dylan Richards（代號為：DylRicho）在 Change.org 搭起了一份请愿书，要求 HTC 重新审视自己的决定，并继续对 HTC One S 进行更新。该请愿书在24小时内征集到了1,100人的签名；截止2013年7月29日，签名共征集到了7,980人，并在持续增加。请愿书部分内容如下：
|  | 再一次我非常强烈的要求贵公司对于HTC One S设备的更新问题重新思考。这是一款非常优秀的手机，在2012年是最畅销手机之一。在跑分方面HTC One S的分数甚至高于Galaxy S3，这令人印象深刻。这真是一个了不起的设备，但你的固件更新严重影响了我们的使用心情。 |

2013年7月16日，一位在 Twitter 上擁有良好信譽的 HTC 線民 LlabTooFeR 表示，使用 Snapdragon S4 處理器版本设备將可順利升級至 Android 4.2.2 及 HTC Sense 5.0 ，但並沒有關於使用 Snapdragon S3 處理器版本的消息。他也表示 HTC 內部正在對這件事做配套措施，也許 HTC 可能不會讓使用者經過手機內部的更新程式使用 FOTA 的方式下載，而讓有需要的使用者自行至 HTC 的開發者網站 HTC Dev 自行下載更新。

## 运营商版本
- HTC ONE SU (T528w) 中国联通版 双卡双待
- HTC ONE SC (T528d) 中国电信版 双卡双待
- HTC ONE ST (T528t) 中国移动版 双卡双待

## 外部連結
- Qualcomm Snapdragon MSM8260（S3）與MSM8260A（S4）差異說明
- HTC ONE S 台灣版低調更換CPU?*與ASUS PadFone超級比一比!
- HTC ONE S 國際版與北亞區版差異分析 （页面存档备份，存于）
- HTC ONE S 國際版與北亞區版 「效能、電力、熱度」終極測試 （页面存档备份，存于）
- HTC One S
- HTC One 形象網站[永久]
- 看問題／One S事件　讓「愛用國貨」者看見hTC傲慢的一面 （页面存档备份，存于）
- 企業危機處理事件簿：HTC One S 處理器風波所反映出的問題
- 關於HTC手機的國際價格這件事...(數字多慎入) （页面存档备份，存于）